# Nagyvázsony

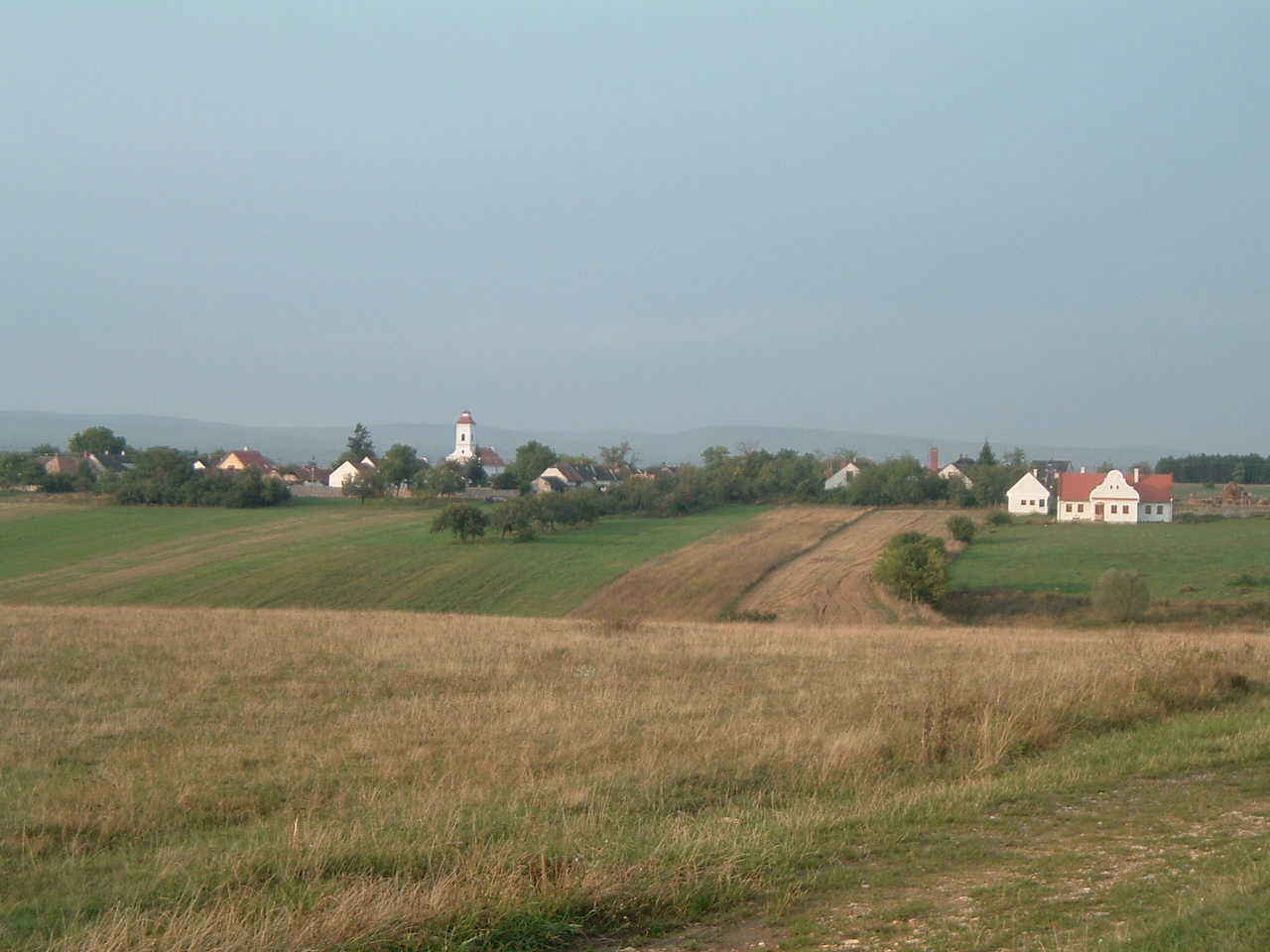
Pohled na osadu Nemesleányfalu

Nagyvázsony [naďvážoň] (německy Großwaschon) je obec v Maďarsku v župě Veszprém, spadající pod okres Veszprém. Nachází se asi 19 km jihozápadně od Veszprému. V roce 2015 zde žilo 1 751 obyvatel. Dle údajů z roku 2011 tvoří 88,2 % obyvatelstva Maďaři, 3,5 % Němci a 3,2 % Romové, přičemž 11,7 % obyvatel se ke své národnosti nevyjádřilo.
Kromě hlavní části zahrnuje obec i osadu Nemesleányfalu.

## Sousední obce
| Růžice kompasu | Ajka         | Úrkút              |                | Růžice kompasu |
| Růžice kompasu | Pula Öcs     | Sever              | Tótvázsony     | Růžice kompasu |
| Růžice kompasu | Pula Öcs     | Nagyvázsony        | Tótvázsony     | Růžice kompasu |
| Růžice kompasu | Pula Öcs     | Jih                | Tótvázsony     | Růžice kompasu |
| Růžice kompasu | Szentjakabfa | Mencshely Óbudavár | Barnag Vöröstó | Růžice kompasu |